# Malmö östra kontrakt
Malmö östra kontrakt var ett kontrakt i Lunds stift inom Svenska kyrkan. Kontraktet upphörde 31 december 2000.
Kontraktkoden var 0724.

## Administrativ historik
Kontraktet bildades 1997 av delar ur Malmö kontrakt med
- Kirsebergs församling som 2001 övergick i Malmö Norra kontrakt
- Västra Skrävlinge församling som 2001 övergick i Malmö Norra kontrakt
- Fosie församling som 2001 övergick i Malmö Södra kontrakt
- Husie församling som 2001 övergick i Malmö Norra kontrakt
- Södra Sallerups församling som 2001 övergick i Malmö Norra kontrakt
- Oxie församling som 2001 övergick i Malmö Södra kontrakt